# بخش هنگولی
بخش هنگولی (به انگلیسی: Hingoli district) یک منطقهٔ مسکونی در هند است که در بخش اورنگ آباد واقع شده‌است. بخش هنگولی ۴٬۵۲۶ کیلومتر مربع مساحت و ۱٬۱۷۷٬۳۴۵ نفر جمعیت دارد.